# Iryna Kuryanovich
Iryna Kuryanovich (5 de Outubro de 1984) é uma tenista profissional bielorrussa, seu melhor ranking na WTA é em duplas de N. 162 e em simples de 192, em 2010.